# Лу Гайм
Лу Гайм (англ. Lou Heim, 30 серпня 1874 — 21 квітня 1954) — американський академічний веслувальник.
Бронзовий призер Олімпійських Ігор 1904 року в складі розпашної четвірки без стернового.